# Blake Jenner
Blake Alexander Jenner (Miami, 27 augustus 1992) is een Amerikaanse acteur en zanger. Hij is de winnaar van het tweede seizoen van Oxygens televisieprogramma The Glee Project. Blake is bekend van zijn rol als Ryder Lynn in de tv-serie Glee.
Ook speelt hij de rol van “Sean Donovan” in de thriller serie van Netflix “WHAT/if”.

## Privéleven
Jenner begon met schrijven en acteren op negenjarige leeftijd en speelde in verschillende producties van zijn middelbare school. Hij volgde acteerlessen en verscheen in verschillende advertenties. Hij nam deel aan schoolsporten als voetbal en worstelen.
Hij verliet zijn woonplaats Miami in Florida en verhuisde naar Los Angeles om zijn acteercarrière na te streven. Hij speelde een gastrol als atleet in de sitcom Melissa & Joey.
Jenner werd geselecteerd als een van de veertien deelnemers van het tweede seizoen van The Glee Project, een realitytalentenjacht waarvan de prijs een zeven afleveringen lange rol in Fox' muzikale komedie Glee. Hij was een van de drie finalisten en werd uiteindelijk door Ryan Murphy als winnaar gekozen. Jenners personage, Ryder Lynn, verscheen voor het eerst in de vijfde aflevering van het vierde seizoen, die op 8 november 2012 voor het eerst in Amerika werd uitgezonden. Ryder is een student aan het McKinley High en wordt lid van de Glee Club. Ryder staat bekend als de jongere versie van Finn Hudson.
In december 2013 vroeg hij Melissa Benoist (Marley in Glee) ten huwelijk. Ze trouwden in maart 2015, maar een echtscheiding werd aangevraagd in december 2016 door Melissa Benoist. In 2019 maakte Melissa Benoist bekend dat ze mishandeld werd door een ex-partner. Blake zou op een moment in de relatie een telefoon in haar gezicht gegooid hebben. Dit heeft ervoor gezorgd dat ze haar oog beschadigde en haar neus brak.

## Filmografie
| Jaar | Titel                    | Rol             | Opmerkingen                           |
| ---- | ------------------------ | --------------- | ------------------------------------- |
| 2010 | Fresh 2 Death 2010       | Connor          | Korte film                            |
| 2011 | Wurlitzer                | Alexander Moore | Ook uitvoerend producent en producent |
| 2011 | Cousin Sarah             | Brett Marks     |                                       |
| 2012 | The Truth In Being Right | Jeffrey         | Korte film                            |
| 2014 | Love at First Site       | Sidney Reynolds | Korte film                            |
| 2016 | Everybody Wants Some!!   | Jake            |                                       |
| 2016 | The Edge of Seventeen    | Darian          |                                       |
| 2018 | American Animals         |                 |                                       |

| Jaar      | Titel            | Rol            | Opmerkingen                   |
| --------- | ---------------- | -------------- | ----------------------------- |
| 2011      | Melissa & Joey   | Miller Collins | Aflevering: "A House Divided" |
| 2012      | The Glee Project | Zichzelf       | Seizoen 2 (winnaar)           |
| 2012–2015 | Glee             | Ryder Lynn     | 39 afleveringen               |
| 2016      | Supergirl        | Adam Foster    | 2 afleveringen seizoen 1      |